# Dédalo (R 01)
Dédalo fu la seconda nave classificata come portaerei dell'Armada Española (Marina militare spagnola).

## Storia

### USS Cabot
Nata come portaerei leggera USS Cabot (classe Independence) questa nave partecipò alla seconda guerra mondiale nel teatro di guerra dell'Oceano Pacifico, dove fu colpita da un kamikaze il 24 novembre 1944 e gravemente danneggiata. Rimessa in servizio, fu posta in riserva nel 1947 ma presto trasformata in nave per la lotta antisommergibile. Messa di nuovo in riserva nel 1955, fu riattivata nel 1965 per la sua messa a disposizione della Armada Española.

### Dédalo
Nel 1967 gli Stati Uniti d'America la prestarono per un periodo di cinque anni alla Spagna, e la nave, consegnata alla Armada Española il 30 agosto 1967 al comando del capitán de navío Francisco Javier de Elizalde y Laínez, raggiunse le acque spagnole il 20 dicembre dello stesso anno, dopo avere attraversato l'Atlantico da Filadelfia a Rota, in solo sette giorni; al termine del prestito la nave venne venduta alla Spagna nel 1972.
Nell'ottobre 1969 partecipò alle manovre congiunte franco spagnole Faron IV nelle acque di Barcellona con la presenza dell'allora principe Juan Carlos di Borbone.
Utilizzata inizialmente come portaelicotteri, l'8 novembre 1972, la prima volta nel mondo effettuò con successo prove di decollo con un aeromobile a decollo verticale Harrier. Nel dicembre 1973 venne formato con otto Harrier comprati dagli Stati Uniti il nucleo di combattimento aereo della Armada Española con base sul Dédalo.

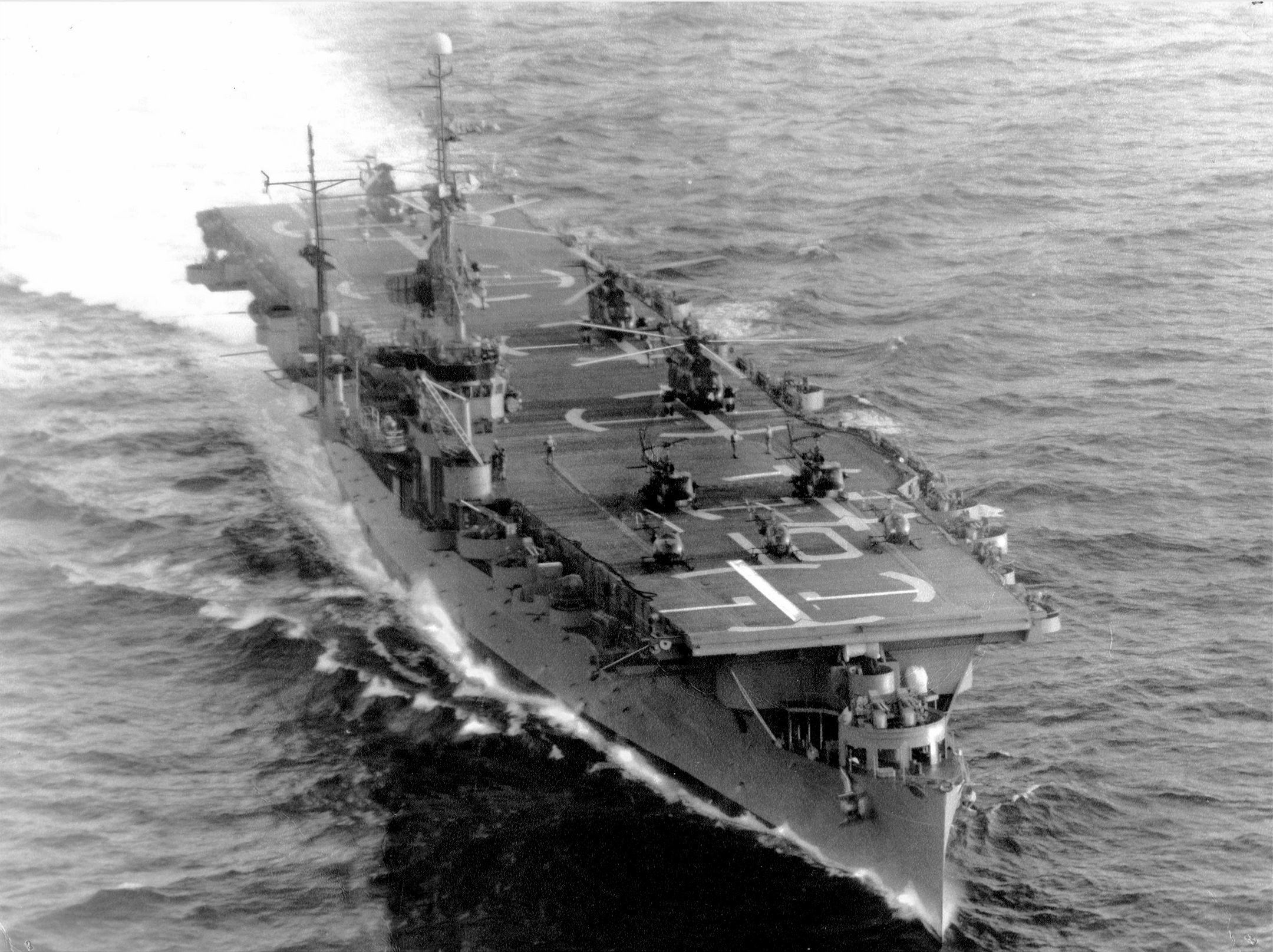
La Dédalo nel 1968 in configurazione portaelicotteri, con in evidenza sul ponte tre elicotteri leggeri Bell 47, due Agusta-Bell AB 212 e tre elicotteri Sea King
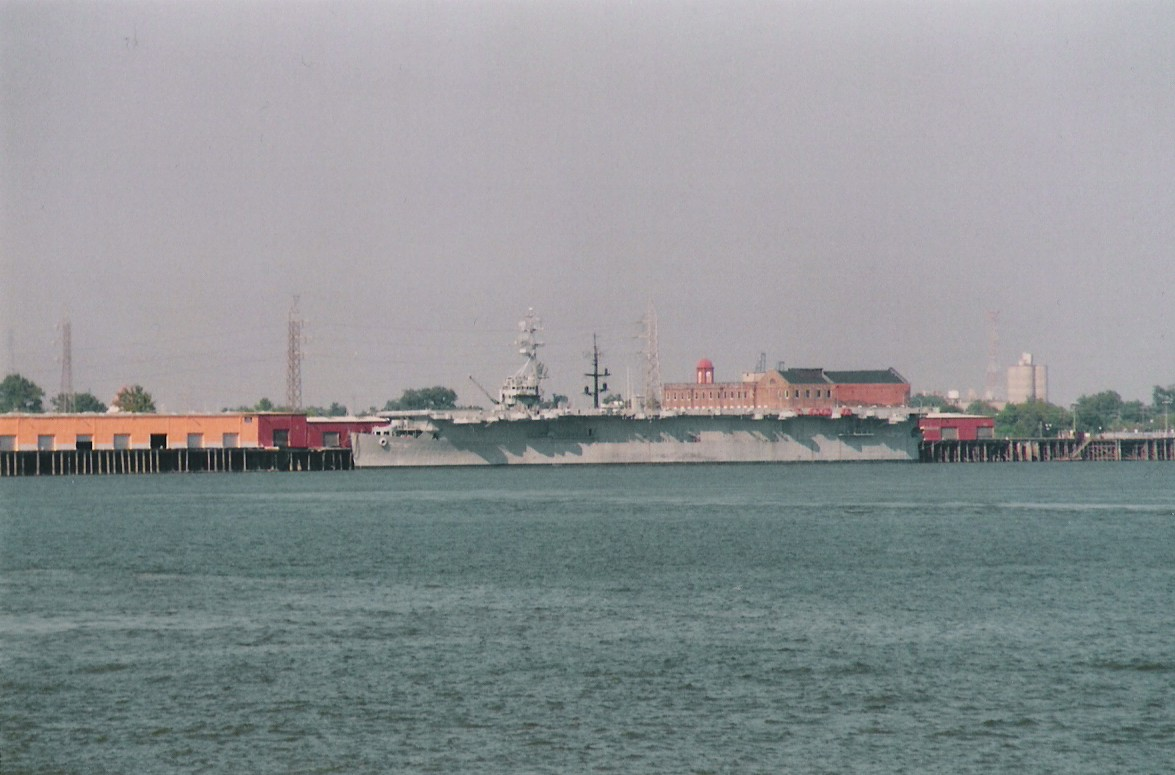
La Dédalo, restituita agli Stati Uniti e tornata ad essere la USS Cabot come nave museo a New Orleans nel 1996, prima della demolizione

## Nave museo
Dopo la sua dismissione dal servizio, avvenuta nel 1988 con la concomitante entrata in servizio della nuova portaerei Principe de Asturias, la nave venne presa in consegna dalla associazione dei veterani della USS Cabot e trasformata in nave museo a New Orleans, ma a causa della perdita dei fondi, venne demolita e parte della sua isola e del ponte di volo sono esposti al National Naval Aviation Museum della Naval Air Station di Pensacola, Florida, Stati Uniti. La nave aveva conservato la configurazione originale di armamento con i cannoni Bofors fino alla fine della sua vita operativa. La vicenda ebbe un seguito legale a causa del comportamento dell'associazione dei veterani "interessata più alla demolizione della nave che alla sua conservazione", e sulla reale proprietà della nave stessa.